# Galerie du Roi

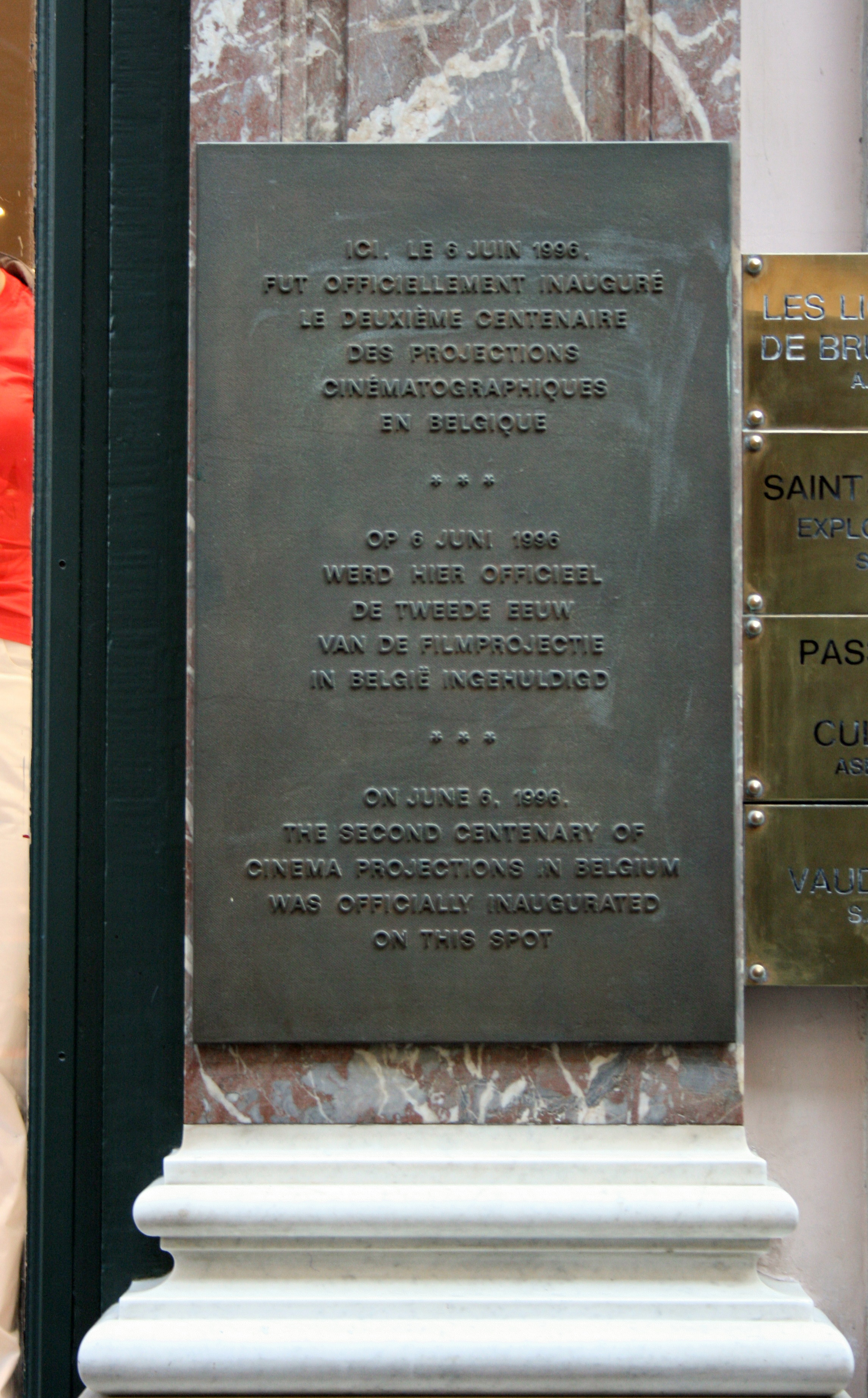
Plaque commémorative de la séance de cinéma du 1er mars 1896, galerie du Roi 7.

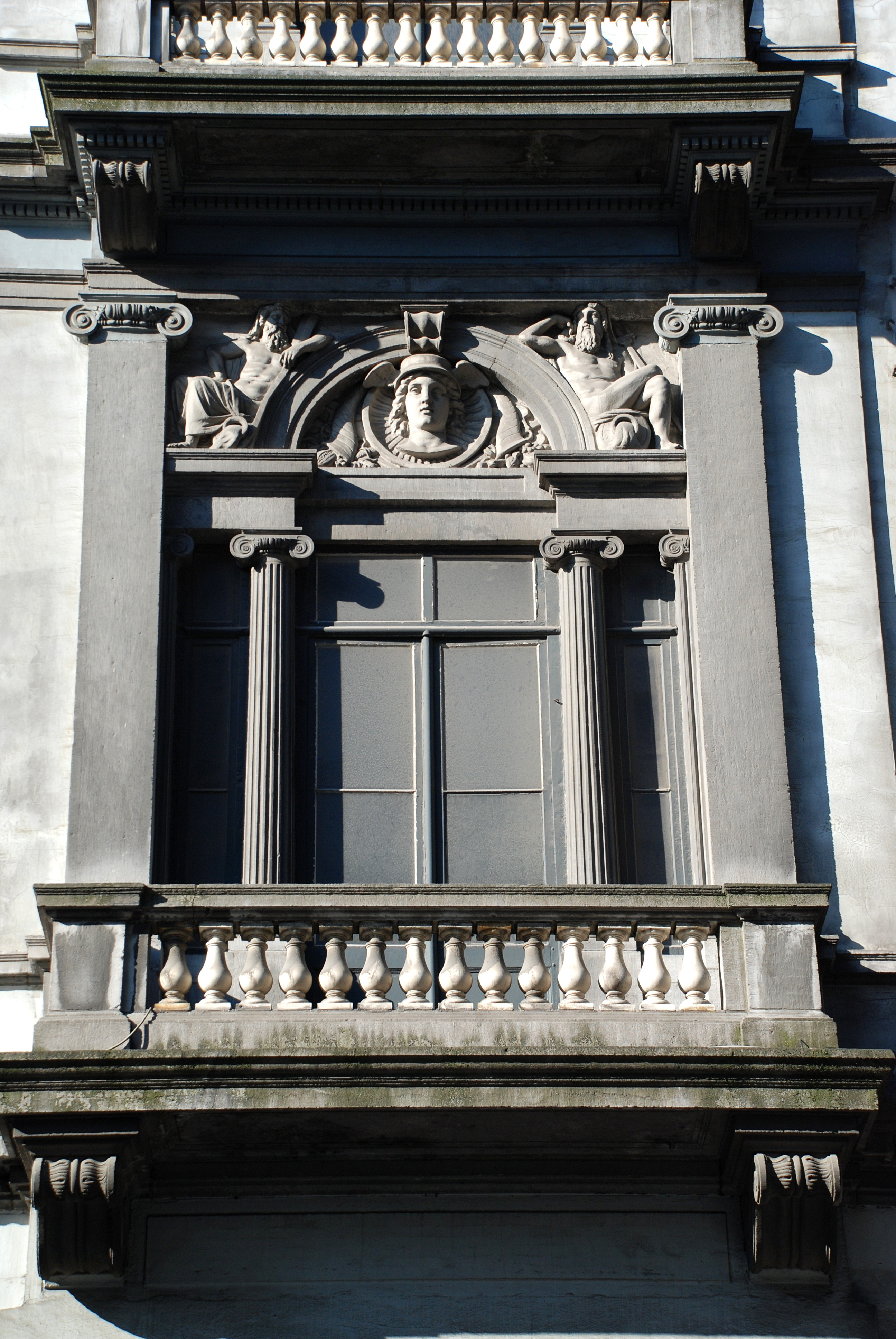
Serlienne en façade de la galerie du Roi.

La galerie du Roi (en néerlandais : Koningsgalerij) à Bruxelles fait partie, avec la galerie de la Reine et la galerie des Princes, des galeries royales Saint-Hubert construites par l'architecte Jean-Pierre Cluysenaar et inaugurées en 1847 ; elle s'étend de la rue des Bouchers à la rue d'Arenberg et la rue de l'Ecuyer. Elle abrite notamment le théâtre royal des Galeries.
Comme la galerie de la Reine, la galerie du Roi est une vaste nef au sol en pierre bleue, large de 8,30 mètres et longue de 213 mètres, recouverte d'une verrière à structure métallique continue située à 18 mètres de hauteur. 
C'est dans la galerie du Roi, au no  7, que prospérait à la Belle Époque le journal La Chronique. C'est dans une salle de ce journal, au premier étage, qu'a eu lieu le 1er mars 1896, soit quelques semaines seulement après celles de Paris, la première séance publique du cinématographe Lumière. On a pu y voir notamment L'Arroseur arrosé, Le Repas de bébé et L'Arrivée d'un train en gare de La Ciotat. Une plaque commémorative rappelle l'événement.
Le violoniste Édouard Deru installe au no  13 de la galerie le 2 février 1899 une maison d'édition, avec un  magasin d'instruments de musique et de location de pianos.
Un musée des lettres et manuscrits a été ouvert en 2011 par la société Aristophil au no  1 de la galerie, à l'angle de la rue des Bouchers ; il a fermé le 30 janvier 2015 à la suite de la mise en examen de son fondateur et de la liquidation judiciaire de la société.
À l'instar des deux autres galeries, la galerie du Roi a été proposée en 2008 pour une inscription au patrimoine mondial et figure sur la « liste indicative » de l'UNESCO dans la catégorie patrimoine culturel.